# Oea
Oea fou una ciutat de Tripolitana, una de les tres que formaven el districte (les altres dues eren Leptis Magna i Sabrata).
Fou probablement una factoria fenícia. Una colònia romana s'hi va establir a la meitat del segle i aC.
Al segle iv va patir els atacs de la tribu líbia dels ausurians (ausuriani). Va quedar en ruïnes a la invasió àrab i sobre ella es va fundar una ciutat que es va dir com el districte Tripolis, és a dir Trípoli (Tráblis o Tarabulus). Es conserva un arc triomfal de marbre dedicat a M. Aurelius Antoninus i L. Aurelius Verus.